# Përparim
Përparim è una frazione del comune di Peqin in Albania (prefettura di Elbasan).
Fino alla riforma amministrativa del 2015 era comune autonomo, dopo la riforma è stato accorpato, insieme agli ex-comuni di Gjocaj, Karinë, Pajovë e Shezë a costituire la municipalità di Peqin.

## Località
Il comune era formato dall'insieme delle seguenti località:
- Perparim
- Galush
- Lisnaje
- Bicaj
- Caushaj
- Fatish
- Garunje e Madhe
- Arvend
- Gjevur
- Kodras
- Lolaj
- Katesh
- Copane
- Uruca